# Llista de platges nudistes de Catalunya
Llista de platges nudistes del Principat de Catalunya disposades per comarques:
- Alt Empordà
  - Cala Pi (Portbou) (Portbou)
  - Platja Borró (Colera)
  - Cala Tamariua (El Port de la Selva)
  - Platja Cova de la Cativa (El Port de la Selva)
  - Platja Taballera (El Port de la Selva)
  - Cala Nans (Cadaqués)
  - Cala Fredosa (Cadaqués)
  - Cala Jugadora (Cadaqués)
  - Platja gran de s'Alqueria (Cadaqués)
  - Platja petita de s'Alqueria (Cadaqués)
  - Platja de sa Conca (Cadaqués)
  - Cala de La Murtra (Roses)
  - Platja de Can Comes (o Platja de la desembocadura de la Muga) (Castelló d'Empúries)
  - Platja de Sant Pere Pescador (Sant Pere Pescador)
  - Platja del Cortal de la Vila (Sant Pere Pescador)
  - Platja del Riuet (L'Escala)
- Baix Empordà
  - Platja del Grau (Pals)
  - Platja de l'Illa Roja (Begur)
  - Cala Estreta (Palamós)
  - Cala Roca Bona (Palamós)
  - Cala del Castell (Palamós)
  - Cala de Roques Planes (Calonge)
  - Cala del Senyor Ramon (Santa Cristina d'Aro)
  - Cala Vallpresona (Santa Cristina d'Aro)
- La Selva
  - Cala d'en Carles (Tossa de Mar)
  - Cala Boadella (Lloret de Mar)
- Maresme
  - Platja la Murtra (Sant Pol de Mar)
  - Platja Roca Grossa (Sant Pol de Mar)
  - Platja de La Musclera (Arenys de Mar)
  - Platja de Llevant (Mataró) (Mataró)
  - Platja de Cabrera (Vilassar de Mar)
  - Platja de Ponent (Premià de Mar)
  - Cala Naiara (Montgat)
- Barcelonès
  - Platja Caci (Badalona)
  - Platja Nova Txernòbil (Sant Adrià de Besòs)
  - Platja de la Mar Bella (Barcelona)
  - Platja de la Barceloneta (Barcelona)
- Baix Llobregat
  - Platja de la Ricarda (El Prat de Llobregat)
  - Platja del Remoral (Viladecans)
  - Platja de la Pineda o de Filipines (Viladecans)
- Baix Penedès
  - Les Madrigueres
- Garraf
  - Platja Desenrocada (Sitges)
  - Cala Morisca (Sitges) (Sitges)
  - Cala Balmins (Sitges)
  - Platja de l'Home Mort (Sitges)
  - Platja de Sant Gervasi (Vilanova i la Geltrú)
- Tarragonès
  - Platja dels Muntanyans (Torredembarra)
  - Cala de Roca Plana (Tarragona)
  - Cala Fonda (o Waikiki) (Tarragona)
  - Platja de la Savinosa (Tarragona)
- Baix Camp
  - Cala d'Oques (Vandellòs i l'Hospitalet de l'Infant)
  - Platja del Torn (Vandellòs i l'Hospitalet de l'Infant)
- Baix Ebre
  - Platja de l'Arenal (L'Ampolla)
  - Platja del Fangar (Deltebre)
  - Platja de la Marquesa (Deltebre)
  - Platja de Riumar (Deltebre)
- Montsià
  - Platja del Migjorn (Sant Jaume d'Enveja)
  - Platja del Serrallo (Sant Jaume d'Enveja)
  - Platja dels Eucaliptus (Amposta)
  - Platja de la Tancada (Amposta)
  - Platja del Trabucador (Sant Carles de la Ràpita)